# ウィリアム・クレイヴァーリング＝クーパー (第2代クーパー伯爵)

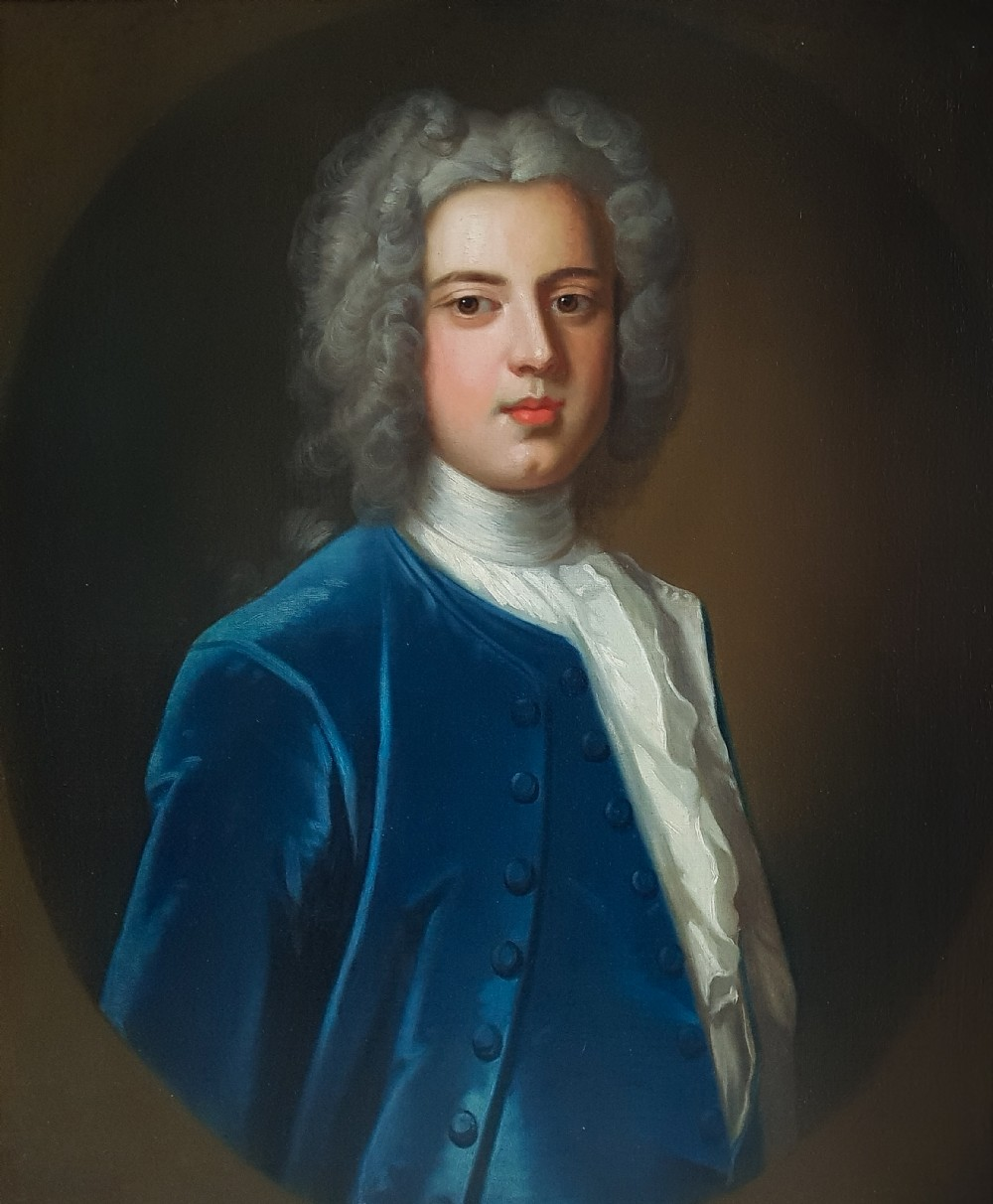
第2代クーパー伯爵、1732年ごろ。

第2代クーパー伯爵ウィリアム・クレイヴァーリング＝クーパー（英語: William Clavering-Cowper, 2nd Earl Cowper FRS、1709年8月13日 – 1764年9月18日）は、グレートブリテン王国の貴族。ホイッグ党に所属した。

## 生涯
初代クーパー伯爵ウィリアム・クーパーと2人目の妻メアリー・クレイヴァーリング（Mary Clavering、1685年 – 1724年2月5日、ジョン・クレイヴァーリングの娘）の息子として、1709年8月13日に生まれ、14日に洗礼を受けた。1723年10月10日に父が死去すると、クーパー伯爵の爵位を継承した。1725年10月4日にオックスフォード大学エクセター・カレッジに入学、1728年6月28日にD.C.L.の学位を修得した。
1732年5月11日、王立協会フェローに選出された。その後、1733年から1747年まで寝室侍従を、1744年から1764年までハートフォードシャー統監を務めた。1762年3月22日に母の兄弟が死去すると、その遺言に基づきクレイヴァーリングを姓に加えた。
1764年9月18日にコル・グリーンで死去、10月2日に埋葬された。息子ジョージ・ナッソーが爵位を継承した。

## 家族
1732年6月27日、ヘンリエッタ・ドーヴァーカーク（Henrietta d'Auverquerque、1747年9月23日没、初代グランサム伯爵ヘンリー・デ・ナッソー・ドーヴァーカークの娘）と結婚、1男1女をもうけた。
- ジョージ・ナッソー（英語版）（1738年 – 1789年） - 第3代クーパー伯爵、子供あり
- キャロライン（1773年6月2日没） - 1753年7月24日、ヘンリー・シーモア（Henry Seymour、1805年没）と結婚、子供あり

1750年5月1日、ジョージアナ・キャロライン・カートレット（Georgiana Caroline Carteret、1780年8月25日没、第2代グランヴィル伯爵ジョン・カートレットの娘）と再婚した。